# Súlnasker
Súlnasker är en liten obebodd ö i ögruppen Västmannaöarna. Öns yta är 0,03 km².